# 돈 룩 백
《돈 룩 백》(영어: Don't Look Back)은 미국에서 제작된 제프 머피 감독의 1996년 텔레비전 스릴러 영화이다. 에릭 스톨츠 등이 출연하였다.

## 줄거리
로스앤젤레스에 거주하는 헤로인 중독자 제시 패리시는 마약 밀매 자금으로 가득찬 가방을 훔치자마자 전에 가방을 소유했던 사람들에게서 도주하는 자신을 발견한다.

## 출연
- 에릭 스톨츠
- 존 코빗
- 조시 해밀턴
- 저네이 두브와
- 빌리 밥 손턴
- 애너베스 기시
- 어맨다 플러머
- 드와이트 요컴
- 헨리 브라운
- R.G. 암스트롱
- M.C. 게이니
- 미키 존스
- 짐 메츨러

## 기타 제작진
- 배역: 메러 버뉴, 로니 예스컬
- 미술: 토비 코빗
- 의상: 더글러스 홀